# Jules Vieillard
Pour les articles homonymes, voir Vieillard.
Jules Vieillard est né le 8 juin 1813 à Paris et mort le 17 septembre 1868 à Bordeaux. Il fut le directeur de la manufacture de faïence fine de Bordeaux de 1845 à 1868.

## Biographie
Jules-Étienne Vieillard est né à Paris le 8 juin 1813. Il est le fils de Jean-Baptiste Vieillard, rentier, et de Marguerite Hersent, fille du sculpteur Louis-Étienne Hersent. Jules Vieillard est négociant en céramiques à Paris. Il épouse le 3 septembre 1838 Rose Victoire Chalot, nièce de Louis Isidore Chalot, codirecteur de la manufacture de porcelaine de la place de l'Hospice à Chantilly. Ensemble, ils eurent trois enfants : Albert, né en juillet 1841, Charles, né en juillet 1842, et Julie, née en septembre 1843.

### La manufacture David Johnston
En août 1840, Jules Vieillard est nommé agent général de la manufacture de David Johnston, installée sur le quai de Bacalan à Bordeaux. À partir de 1843, son nom apparait aux côtés de celui de D. Johnston dans les échantillons de faïence fine envoyés à la manufacture de Sèvres. Cependant, les dépenses d'investissement de ce dernier entrainèrent la mise en liquidation de la société en 1844. J. Vieillard décide de la racheter en 1845 afin que la faïencerie continue de fonctionner, et crée la société Jules Vieillard & Cie.

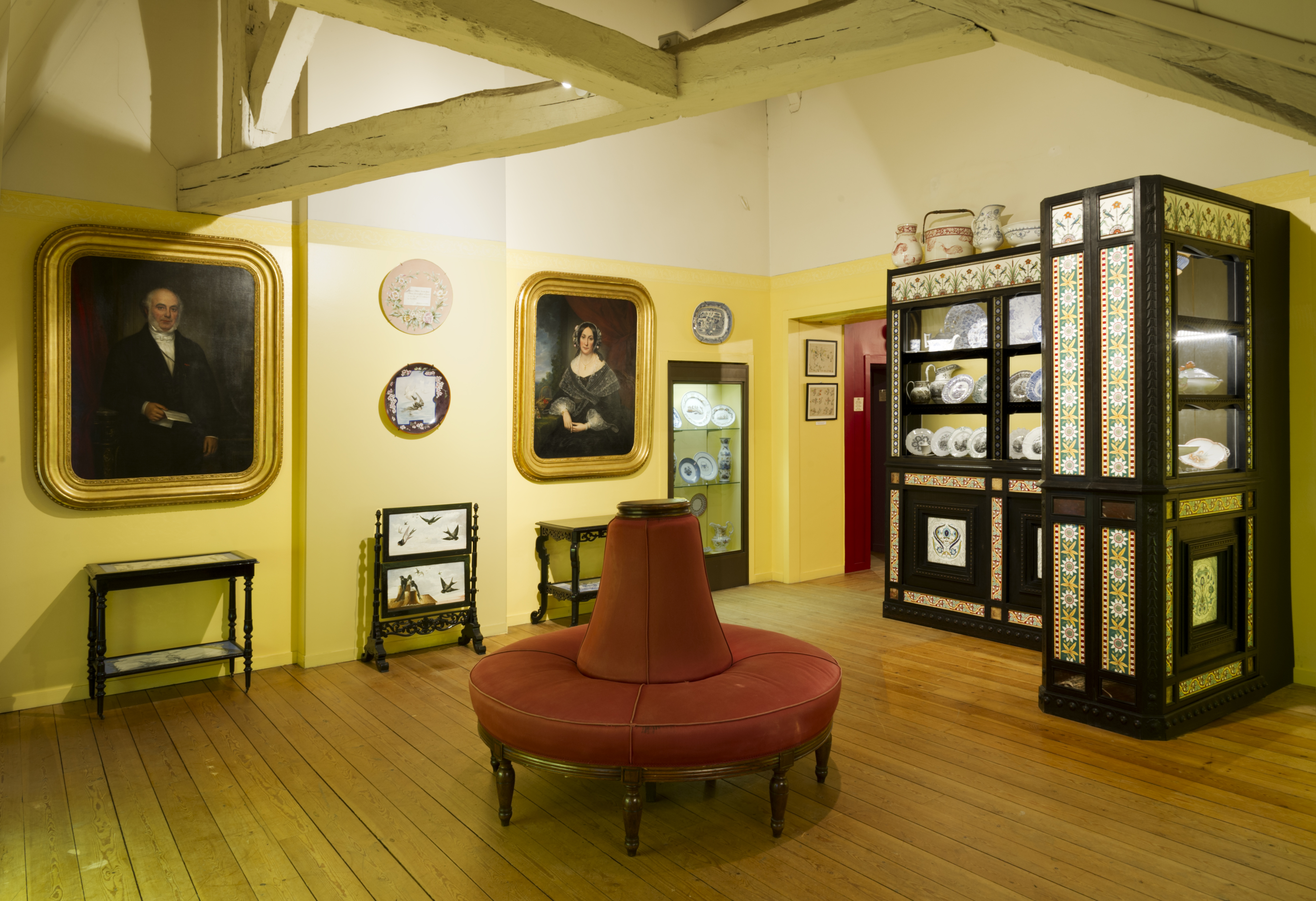
Salle Jules-Vieillard, Musée des arts décoratifs et du design, Bordeaux

### La manufacture J. Vieillard & Cie
De 1845 jusqu'à sa mort, J. Vieillard modernise et diversifie la production de la manufacture. Un Rapport du jury central sur les produits de l'agriculture et de l'industrie salue dès 1849 la qualité des faïenceries Vieillard. En octobre 1852, lors de la venue de Louis-Napoléon Bonaparte à Bordeaux, J. Vieillard reçoit le ruban et la croix de la Légion d'Honneur de la part du prince-président, qui avait demandé à visiter la manufacture. Aussi en 1854, lors de la neuvième exposition de la Société philomathique de Bordeaux, il reçoit une médaille d'or. Toutes ces distinctions témoignent du succès de la manufacture. À la mort de J. Vieillard en 1868, ses fils Albert et Charles prennent sa succession jusqu'à la fermeture de la société en 1895. 

## Portraits de M. etMmeJules Vieillard par Joseph Nicolas Jouy
Le musée des arts décoratifs et du design de Bordeaux a reçu en 2012 les portraits de M. et Mme Jules Vieillard, dons de Monsieur et de Madame Alain de Baritault . Ces portraits sont l'œuvre du peintre Joseph Nicolas Jouy, élève d'Ingres à l'École des Beaux-Arts, qu'il réalisa en 1861.

### Portrait de Jules Vieillard
Jules Vieillard est représenté debout, symbole de pouvoir, dans un cadrage qui s'arrête aux genoux. Son regard légèrement incliné vers le bas exprime sa position dominante et son importance. Il est représenté dans un intérieur de style Second Empire : les meubles aux tons foncés rehaussés d'or s'associent au rouge cramoisi du rideau. À l'arrière, on distingue un énorme vase aux anses doublement ajourées, qui joue ici le rôle d'indicateur de fonction. Tout d'abord, il fait référence au domaine d'activité du modèle, la céramique. L'aspect travaillé des anses et la richesse du décor font écho à la qualité de la production de la manufacture Vieillard. Enfin, sa taille impressionnante se veut vraisemblablement proportionnelle au succès de la manufacture. Accroché à sa veste, on peut voir le ruban de la Légion d'Honneur que lui avait remis Louis-Napoléon Bonaparte en 1852.

### Portrait deMmeJules Vieillard

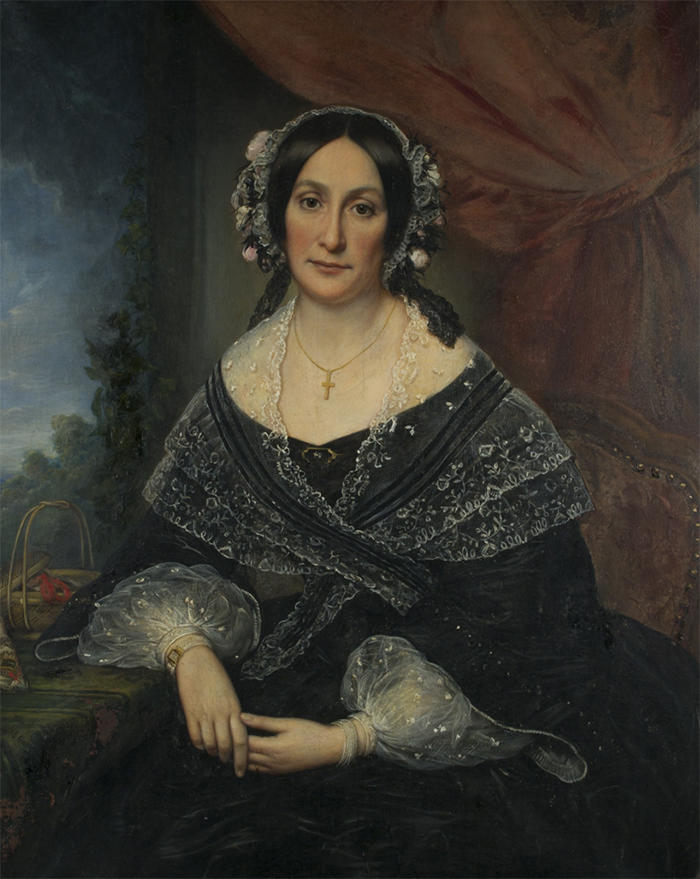
Portrait de Mme Vieillard.

Rose Victoire Vieillard, née Chalot, est représentée assise, dans un cadrage qui s'arrête aux genoux. Elle porte une ample robe de velours noir largement décolletée et très ajustée à la taille, avec des manches et fichus en gaze blanche et des bijoux à plusieurs rangées de perles. Le panier de couture, posé sur la table, est symboliquement associé à l'image de la femme. Le paysage en arrière-plan peut être interprété de deux manières. En premier lieu, ce peut être une reprise des codes des portraits aristocratiques : le paysage peut être considéré comme une allégorie de la propriété terrienne, élément entrant dans la constitution de la dot. En second lieu, le paysage peut renvoyer aux décors fréquemment utilisés par les photographes dans leurs ateliers. Il est d'ailleurs probable que le portrait de Mme Jules Vieillard ait été réalisé d'après une photographie. En effet, il y a de nombreuses ressemblances entre le tableau et un portrait en médaillon de 1860, photographie conservée au musée des arts décoratifs et du design de Bordeaux.